# Ямайський ритм
Ямайський ритм (англ. Jamaica Beat) — американський трилер 1997 року.

## Сюжет
Свою весільну подорож пара молодят вирішила провести на Ямайці. Вона, Лорі — талановитий фотограф, майстер епатажного кадру, що фіксує на плівку останні миті життя людини. Він, Том — вдалий бізнесмен, мільйонер, на Ямайку прибув ще і для зустрічі зі своїм діловим партнером. Але партнер кудись зникає. Вбито ще одну людину: керуючого маєтком Тома. Підозра падає на Лорі. І, нарешті, пропадає сам Том. Поступово Лорі починає розуміти, що хтось прагне підставити її, залучаючи у все більш хитромудру гру з обманом і вбивством.

## У ролях
- Пол Кемпбелл — капрал Маркус Браун
- Бред Дуріф — Том Петерсон
- Рой Холл — Кирил Річардс
- Тоні Хендрікс — Едвард Кейн
- Фред Лусан — Тобі Джонс
- Бертіна Маколей — Домінік Фенон
- Майкл Массі — Ян Бенджамін
- Сюзанна МакМаннус — Бьянка Пантер-Набоков
- Шеріл Лі Ральф — Сільвія Джонс
- Клемент Сейнт-Джордж — комісар Байрон Хайсміт
- Дана Віллер-Ніколсон — Лорі Петерсон
- Джастін Віллогбі — Наталі Беквіт
- Роберт Віздом — інспектор Стерлінг